# Chaux-Champagny
Chaux-Champagny ist eine Gemeinde im französischen Département Jura in der Region Bourgogne-Franche-Comté.

## Geographie
Chaux-Champagny liegt auf 578 m, südlich von Salins-les-Bains und etwa 36 Kilometer nordöstlich der Stadt Lons-le-Saunier (Luftlinie). Die Doppelgemeinde erstreckt sich im Jura, im äußersten Norden des Plateau Lédonien (erstes Juraplateau), am oberen westlichen Hang des Erosionstals der Furieuse.
Die Fläche des 7,33 km² großen Gemeindegebiets umfasst einen Abschnitt des französischen Juras. Der Hauptteil des Gebietes wird von der Hochfläche des Plateau Lédonien eingenommen, die durchschnittlich auf 620 m liegt, gegen Süden hin leicht ansteigt und teils von Acker- und Wiesland, teils von Wald bestanden ist. Das Plateau besitzt keine oberirdischen Fließgewässer, weil das Niederschlagswasser im verkarsteten Untergrund versickert. Nach Süden erstreckt sich das Gemeindeareal mit einem schmalen Streifen in die ausgedehnte Waldung der Forêt des Moidons. Mit 740 m wird auf einer bewaldeten Höhe, welche die nordöstliche Fortsetzung der Côte de l’Heute darstellt, die höchste Erhebung von Chaux-Champagny erreicht. Im Norden reicht der Gemeindeboden über den Hang von Champagny bis an den Flusslauf der Furieuse hinunter. 
Die Gemeinde besteht aus mehreren Ortsteilen, Weiler und Einzelhöfen, nämlich:
- Chaux (578 m) am Rand des Hochplateaus über dem Tal der Furieuse
- Champagny (555 m) am westlichen Talhang der Furieuse
- Malaton (630 m) auf dem Hochplateau

Nachbargemeinden von Chaux-Champagny sind Bracon und Salins-les-Bains im Norden, Pont-d’Héry im Osten, Valempoulières im Süden sowie Chilly-sur-Salins und Ivory im Westen.

## Geschichte
Verschiedene Funde weisen darauf hin, dass das Gemeindegebiet von Chaux-Champagny bereits während der gallorömischen Zeit besiedelt war. Erstmals urkundlich erwähnt wird Champagny im 12. Jahrhundert. Der Ortsname geht auf den gallorömischen Geschlechtsnamen Campanius zurück und bedeutet so viel wie Landgut des Campanius (Campaniacum). Demgegenüber wird Chaux vom lateinischen Wort calvus (kahl) abgeleitet und bezeichnet unfruchtbares Land.
Im Mittelalter gehörten Chaux und Champagny zur Herrschaft Valempoulières. Zusammen mit der Franche-Comté gelangten beide Dörfer mit dem Frieden von Nimwegen 1678 an Frankreich. Im Jahr 1972 fusionierten Chaux-sur-Champagny und Champagny zur heutigen Doppelgemeinde Chaux-Champagny.

## Bevölkerung
| Jahr                       | 1962 | 1968 | 1975 | 1982 | 1990 | 1999 | 2008 | 2017 |
| -------------------------- | ---- | ---- | ---- | ---- | ---- | ---- | ---- | ---- |
| Einwohner                  | 108  | 77   | 87   | 97   | 90   | 73   | 65   | 71   |
| Quellen: Cassini und INSEE |      |      |      |      |      |      |      |      |

Mit 73 Einwohnern (Stand 1. Januar 2022) gehört Chaux-Champagny zu den kleinsten Gemeinden des Départements Jura. Nachdem die Einwohnerzahl in der ersten Hälfte des 20. Jahrhunderts deutlich abgenommen hatte (1901 wurden noch 161 Personen gezählt), wurden seit Beginn der 1970er Jahre nur noch relativ geringe Schwankungen verzeichnet.

## Wirtschaft und Infrastruktur
Chaux-Champagny war bis weit ins 20. Jahrhundert hinein ein vorwiegend durch die Landwirtschaft und die Forstwirtschaft geprägtes Dorf. Noch heute leben die Bewohner zur Hauptsache von der Tätigkeit im ersten Sektor. Außerhalb des primären Sektors gibt es nur wenige Arbeitsplätze im Dorf. Einige Erwerbstätige sind Wegpendler, die in den größeren Ortschaften der Umgebung ihrer Arbeit nachgehen.
Die Ortschaft liegt abseits der größeren Durchgangsstraßen, ist aber von der Hauptstraße D467, die von Salins-les-Bains nach Champagnole führt, leicht erreichbar. Weitere Straßenverbindungen bestehen mit Chilly-sur-Salins und Ivory.